# フランツ・ビンダー
フランツ・ビンダー（Franz Binder, 1911年12月1日 - 1989年4月24日）は、オーストリア、ザンクト・ペルテン出身のサッカー選手、サッカー指導者。ポジションはフォワード（FW）。
アンシュルスによりオーストリア代表、ドイツ代表の2ヵ国の代表選手としてプレーした。生涯で1000得点を記録し、現役時代の得点率1.33という数字が示すように高い決定力を誇った。

## 来歴
1930年にSKラピード・ウィーンでデビューすると、引退までラピード・ウィーン一筋でキャリアを築いた。4度リーグ優勝を果たし、オーストリア・カップ、ドイツ・カップも獲得。3度リーグ得点王に輝いた。代表でもオーストリア代表では19試合に出場して16得点、ドイツ代表として9試合に出場して10得点と高い得点力を示した。生涯では公式戦756試合に出場し、1006得点を挙げた。
引退後は指導者として、現役時代に所属したラピード・ウィーンをはじめ多くのクラブを率いた。